# Andrés Mellado
Andrés Mellado y Fernández (Málaga, 1846-Biarritz, 30 de agosto de 1913) fue un abogado, periodista y político español, ministro de Instrucción Pública y Bellas Artes durante el reinado de Alfonso XIII.

## Biografía

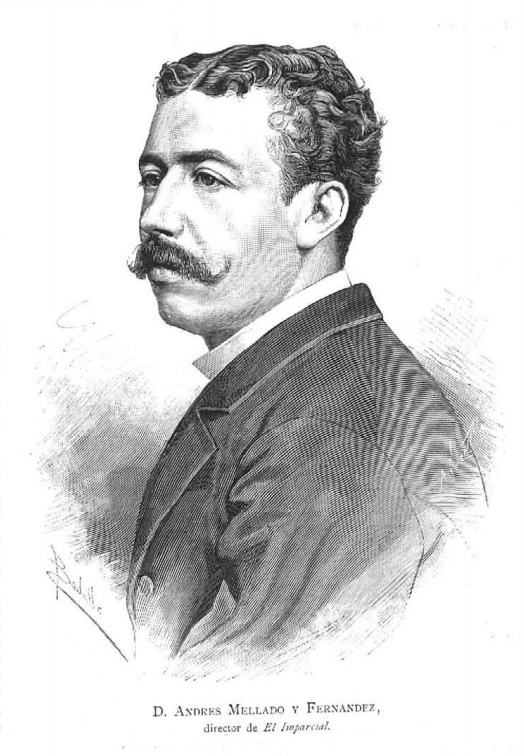
Retrato de Mellado dibujado por Félix Badillo y grabado por Arturo Carretero en 1881

Nació en Málaga en 1846. Fue miembro del Partido Liberal-Conservador. Fue elegido diputado en las Cortes de la Restauración por el distrito portorriqueño de San Germán en 1881, mientras que en 1884 lo haría por el también portorriqueño distrito de Coamo. En 1886 obtuvo escaño por Málaga. Fue elegido por el distrito también malagueño de Gaucín en 1891, 1893, 1896, y 1898; en 1899 volvió a ser elegido por Málaga.
Alcalde de Madrid entre agosto de 1889 y julio de 1890 y gobernador del Banco de España entre julio y diciembre de 1902, ejerció de ministro de Instrucción Pública y Bellas Artes en el gobierno que, entre el 23 de junio de 1903 y el 31 de octubre de 1905, presidió Eugenio Montero Ríos. 
En 1901 fue nombrado senador vitalicio del Reino, cargo que ostentaría hasta 1911.
Fue director de El Imparcial y miembro de la Real Academia Española, con la silla K, desde su toma de posesión el 5 de mayo de 1912.
Falleció en Biarritz en 1913.
Una calle de Madrid del distrito de Chamberí lleva su nombre.